# Aleksander Piotr Mohl
Aleksander Piotr Mohl (alt. Alejandro), Conde, (18 de noviembre de 1899 – 26 de junio de 1956) fue un oficial militar, diplomático y oficial de inteligencia polaco.

## Primeros años
Aleksander Piotr Mohl nació el 18 de noviembre de 1899 en Wyszki, la casa señorial Mohl en Curlandia, lo que hoy es Letonia. La casa señorial fue destruida durante la Primera Guerra Mundial. Hoy en día en la propiedad se está el Colegio Técnico, mientras que los establos, dependencias de servicio y el parque son originales de la época. La ciudad de Višķi hoy en día utiliza el escudo de armas de la familia Mohl como el escudo representativo la ciudad. La familia Mohl es una  familia noble del Báltico cuyo origen se remonta al siglo XV. Originalmente Graf von der Mohl, el nombre se simplificó a Mohl para hacerlo menos prusiano y más polaco. El padre de Aleksander fue el conde (hrabia) Hieronim Mohl (1871-1939), y su madre fue Vera Letitia Bornholdt (1874-1908) hija de Niels Peter Bornholdt, un magnate naviero danés. Aleksander se educó en Wyszki, hasta 1911, y en 1912 atendió la escuela Grabowski en Stara Wies, cerca de Varsovia. Por una enfermedad abandono el colegio y viajó a Francia. A su regreso se matriculó en el gimnasio ruso de Jelgawa, trasladándose durante la guerra a Smolensk y Yalta, (Crimea ), donde se graduó en 1918. En la universidad, fue miembro de la Corporación Académica Arkonia, una de las organizaciones académicas más antiguas y dinámicas de Polonia. Cuando los alemanes ocuparon Crimea, regresó a Riga y comenzó a estudiar en la Escuela Politécnica de Riga. Dos meses antes de que fuera capturada Riga por los bolcheviques Aleksander se escapó a Berlín y luego a Dresde.
A finales de enero de 1919, cruzó ilegalmente la frontera alemana  para enlistarse como voluntario en el ejército polaco sirviendo como soldado raso, suboficial y más tarde como oficial cadete en el 10.º Regimiento de Ulanos de Lituania. Fue enviado como estudiante a la escuela de escuadrones técnicos (Szwadrony Techniczne) ubicada en el campo de entrenamiento de zapadores "Kosciuszkowski". Se graduó con excelentes notas y se convirtió en instructor. Luego, Alexander fue requisado por la II unidad del Estado Mayor del Ejército (Inteligencia). Dejó el regimiento en octubre de 1920 para seguir sus estudios, y se graduó en ciencias políticas de la Universidad Tecnológica de Poznan en 1922.

## Vida personal
En septiembre de 1929 se casó con la condesa Elżbieta Hutten-Czapska en la estancia Albertyn de la familia Puslowski. En 1929, Elżbieta y Aleksander tuvieron dos hijas gemelas, Teresa y Sofía. Aleksander terminó su carrera militar en 1930 como segundo teniente en el 13.º regimiento de Uhlans de Wilno.  Ese mismo año su esposa murió por complicaciones durante una operación médica. 
Durante la guerra en 1940, sus dos hijas fueron enviadas a vivir a Nueva York con Mary Anne Payne Clews Blumenthal (con quien Aleksander estaba teniendo un amorío). El marido de Mary Anne, George Blumenthal, murió en 1941. Maurice, el hermano de Aleksander, y su primera esposa, Ada, también huyeron a Nueva York. Según algunos informes, la esposa de Maurice Mohl tuvo una aventura con Otto Abetz, el hombre de Hitler en París.  Debido a sus relaciones personales, Aleksander es mencionado en informes de inteligencia al presidente de Estados Unidos con respecto a un posible complot golpista por parte de una red liderada por Allen W. Gullion.

## Carrera diplomática
De 1925 a 1927 se desempeñó como secretario del mariscal del Senado de la República de Polonia, Wojciech Trąmpczyński. De 1928 a 1930 fue Secretario de Julian Szymański, Mariscal del Senado. De 1930 a 1935 sirvió un tercer mandato como Secretario del Mariscal del Senado, bajo Władysław Raczkiewicz, que había sucedido a Szymanski.
Los antecedentes aristocráticos prusianos de Mohl fueron útiles para Polonia en los años previos a la guerra al tratar de tender un puente en la relación cada vez más difícil con Alemania. En aquellos años, Hermann Göring visitaba Polonia con frecuencia, "aparentemente para cazar, en realidad para conocer el sentimiento de las élites". Se pidió a Alejandro que acompañara a Göring en sus visitas.
Hacia finales de 1936, Aleksander fue designado para su primera misión en el extranjero como Primer Secretario, del embajador Juliusz Łukasiewicz en la Embajada de París. Este fue un ascenso importante para Aleksander. La embajada de Polonia en Francia se consideraba el vínculo más importante de la red diplomática polaca, ya que Francia era, en ese momento, era el principal aliado de Polonia. El embajador Lukasiewicz era un diplomático muy experimentado y un  colaborador y amigo personal del Ministro de Asuntos Exteriores de Polonia, Jozef Beck. Aleksander, u "Olko" como lo apodaban, era muy querido e hizo muchos amigos en París más allá de los círculos diplomáticos como con Antoine de Saint-Exupéry. El Embajador Lukasiewicz afirmó que Aleksander era un barómetro muy preciso que percibía cada cambio en la situación política. Fue ascendido a consejero en París.
Antes de que los alemanes ocuparan París en 1940, la mayor parte del personal de la embajada polaca, incluido Mohl, abandonó la ciudad.
De 1940 a 1943, Mohl se desempeñó como jefe de la delegación de Polonia en Francia en la Embajada en Lisboa, Portugal. De 1943 a 1944, Aleksander ocupó el cargo de Consejero de la Embajada de Polonia en Argel. Fue una de las personas más populares en la capital temporal de las Fuerzas Francesas Libres, actuando como un "conector" de gran valor. Los diplomáticos lo querían, los políticos confiaban en él e incluso los oficiales del mando aliado, normalmente reacios con los civiles, simpatizaban con él. El embajador polaco en Argel, Kajetan Morawski, se sorprendió al comprobar que Aleksander, para quien nada era suficientemente sofisticado o bueno en París, aceptaba todos los inconvenientes en Argel con alegría y buen humor. Morowski descubrió que, a pesar del origen cosmopolita de Aleksander (hablaba con fluidez francés, alemán, inglés, ruso, italiano y español, y se adaptaba fácilmente a cualquiera de esas culturas), tenía sentimientos muy fuertes por Polonia y era en gran medida un patriota. Era enérgico y bullicioso pero prefería mas hablar que cumplir con sus deberes burocráticos. Cuando los alemanes abandonaron París, se reabrió la embajada de Polonia con Kajetan Morawski como embajador. Aleksander le sirvió a Morawski como Consejero de la Embajada de 1944 a 1945. La guerra terminó y las potencias occidentales cedieron a las demandas de Stalin, retirando la acreditación del gobierno polaco en el exilio.

## Oficial de inteligencia
Durante la guerra, Mohl sirvió como oficial de inteligencia del gobierno polaco en el exilio.
Se le menciona como una posible fuente de una filtración de inteligencia de William J. Donovan a la Abwehr en 1942 sobre los planes de guerra estadounidenses en Europa. En ese momento, los planes de Estados Unidos eran retrasar la invasión estadounidense hasta que la producción de armas podría inclinara la guerra a favor de Estados Unidos, esperando que los soviéticos la retrasaran. Mohl mantuvo una extensa conversación con Donovan en ese momento en Washington.

## Después de la guerra
Al final de la guerra, Aleksander ya no podía regresar a Polonia, y se estableció en Madrid. Intentó mediar entre fondos americanos y empresas españolas subinvertidas. Aunque era un buen mediador, no era un buen hombre de negocios. Era generoso, amaba vivir la vida y no contaba su valor en el sentido monetario. Siempre impecablemente vestido, acompañó a algunas de las damas de alta sociedad más conocidas de la época, como la señora Margaret Biddle. Aleksander murió en Madrid el 26 de junio de 1956 a causa de un cáncer, y fue enterrado en el Cementerio de San Justo.

## Premios y honores
- La Legión de Honor Francesa, Clase Comandante;[39]
- La Orden Yugoslava de San Sava, Clase Comandante;[39]
- La Orden de la Cruz del Águila de Estonia,[40] Clase Comandante,
- La Orden de Polonia Restituta, Clase de Oficiales;[39]
- La Cruz de Plata al Mérito (Polonia),[39]
- 1918-1921 Medalla de Guerra de Polonia.[39]
- Orden de la Corona (Bélgica), Clase de Oficial;[39]
- Orden de la Estrella de Rumania, Clase de Oficiales.[39]